# Lomas de Santa Anita, Jalisco
Lomas de Santa Anita är en ort i Mexiko.   Den ligger i kommunen Tlajomulco de Zúñiga och delstaten Jalisco, i den centrala delen av landet, 500 km väster om huvudstaden Mexico City. Lomas de Santa Anita ligger 1 563 meter över havet och antalet invånare är 736.
Terrängen runt Lomas de Santa Anita är huvudsakligen kuperad, men åt nordost är den platt. Runt Lomas de Santa Anita är det tätbefolkat, med 266 invånare per kvadratkilometer. Närmaste större samhälle är Hacienda Santa Fe, 12,0 km öster om Lomas de Santa Anita. I omgivningarna runt Lomas de Santa Anita växer huvudsakligen savannskog.